# Juan José Bezares
Juan José Bezares Alarcón, detto Juanjo (Guadiaro, 17 maggio 1981), è un allenatore di calcio ed ex calciatore spagnolo, di ruolo centrocampista, tecnico del Lincoln Red Imps.

## Carriera

### Giocatore
Ha giocato nella massima serie dei campionati spagnolo, greco, cipriota, kazako e gibilterriano.